# قائمة الحكام العامون لليبيا الإيطالية
هذه قائمة نواب الملك في ليبيا الإيطالية، مستعمرة الإمبراطورية الاستعمارية الإيطالية ما بين 1934 و 1943.
| الفترة                            | صورة | الاسم                                    | الملاحظات                   |
| --------------------------------- | ---- | ---------------------------------------- | --------------------------- |
| ليبيا الإيطالية (ليبيا الإيطالية) |      |                                          |                             |
| 1 يناير 1934 - 28 يونيو 1940      |      | إيتالو بالبو, حاكم عام                   | نائب لفيكتور عمانويل الثالث |
| 1 يوليو 1940 to 25 مارس 1941      |      |                                          |                             |
| 25 مارس 1941 - 19 يوليو 1941      |      | إيتالو غاريبولدي, حاكم عام               | نائب لفيكتور عمانويل الثالث |
| 19 يوليو 1941 - 2 فبراير 1943     |      | إتوري باستيكو, حاكم عام                  | نائب لفيكتور عمانويل الثالث |
| 2 فبراير 1943 - 13 مايو 1943      |      | جيوفاني ميسي, عمل كنائب للملك و حاكم عام | نائب لفيكتور عمانويل الثالث |